# Пісня любові (Джорджо де Кіріко)
Пісня любові (італ. Canto d'amore) — картина італійського художника Джорджо де Кіріко, датована 1914 роком. Виставляється в Музеї сучасного мистецтва в Нью-Йорку.
Твір уважається одним із шедеврів художника. Картина несе в собі містичний зміст (як і всі метафізичні твори де Кіріко); показує гумову рукавичку червоного кольору, розміщену на стіні поряд із великою гіпсовою головою Аполлона Бельведерського. Внизу на тлі цегляної стіни зображена зелена сфера, а позаду піднімається дим локомотива. Місцевість є однією із багатьох італійських площ, зображення яких повторюються в творчості де Кіріко. Назва твору перекликається із віршем Аполлінера «Пісня любові».